# Antey-Saint-André
Antey-Saint-André est une commune italienne alpine de la région Vallée d'Aoste, située dans le bas Valtournenche.

## Toponymie
Ce toponyme dérive sans doute du patronymique latin Anthesius, d'époque romaine, mais aucune source ne confirme cette hypothèse.

## Géographie

Localisation de la commune d'Antey-Saint-André à l'intérieur de la Vallée d'Aoste.

Antey est la première commune du Valtournenche, la vallée du Cervin et du torrent Marmore. C'est une localité touristique située à 1 074 mètres d'altitude, à la base du massif du mont Tantané.

Le paysage se caractérise par des prés et des bois de conifères. Le climat est tempéré et peu ventilé.
En 1926, la centrale hydroélectrique de Covalou a été construite sur le Marmore.
Le lac de Lod est très intéressant du point de vue botanique, puisqu'on y peut observer des Phragmites australis et de nombreuses espèces en voie d'extinction.

## Histoire

### Préhistoire
Depuis la Préhistoire, le Valtournenche est une voie de passage. Des fouilles près du hameau Navillod ont révélé les restes d'une nécropole romaine remontant au Néolithique. Les traces de l'époque romaine sont assez exiguës, et se concentrent dans la zone entre le bourg d'Antey et Fiernaz, où des fibules, des pièces de monnaie et des objets en pierre ollaire  ont été retrouvés.

### Moyen Âge
La Maison de Challant est la protagoniste de cette époque historique, représentée au bas Valtournenche par les seigneurs de Cly, descendants de Boson III et de Boson IV. Ce dernier eut deux fils, Boniface et Godefroy, qui concédèrent les franchises aux sujets de Torgnon et d'Antey respectivement en 1293 et en 1304. Sous leur domination, les agglomérations étaient : Antey, Chambave, Diémoz, Verrayes, Saint-Denis, et presque tout le haut Valais. À cause d'une crise économique, ils durent céder les territoires du Valtournenche et de Saint-Marcel à Boniface II à la mort des deux frères, puis à Pierre II et à son frère Godefroy II, au caractère fortement tyrannique.

### LaMaison de Savoie
En 1331, l'intervention des ducs de Savoie priva pour la première fois Boniface de Cly de ses propriétés. En 1351, son fils Pierre II se refusa de prêter le château de Cly pour les audiences générales du comte de Savoie, au cours desquelles, selon l'historien valdôtain Joseph-Gabriel Rivolin, ce dernier réaffirmait sa domination sur la région par l'administration directe de la justice. À cause de leur comportement rebelle, les seigneurs de Cly furent privés de leur fief, qui devint par conséquent un domaine direct des comtes de Savoie. La plus importante voie de passage entre le Val d'Aoste et le Valais était enfin sous leur contrôle.
En 1550, le territoire d'Antey fut cédé au général espagnol Christophe Morales, allié aux ducs de Savoie. Morales fut accusé de haute trahison en 1554, le fief passa ainsi à Jean Fabri de Dues, secrétaire d'État et conseiller de la maison de Savoie, dont les membres achetèrent les droits relatifs à Antey en 1562 d'Emmanuel-Philibert, duc d'Aoste pour 8 000 écus d'or. La seigneurie de Cly, après la mort de Jean Fabri passa à Pierre-Philibert Roncas qui s'était marié à la petite-fille de ce dernier, Emérentienne de Vaudan, qui céda ses propriétés à Jacques Antoine Philibert Bergera. Ce dernier mourut en 1726 et céda ses biens à Jacques-Antoine, qui accepta en 1745 l'offre d'élimer les cens et les foages pour la somme de 12 492 lires. En 1778, le titre de baron passa à la maison Gozani d'Olmo par le mariage de Béatrice Françoise Bergera avec le marquis Gozani d'Olmo, maintenu ainsi jusqu'en 1843. À la mort du dernier marquis, le titre repassa ensuite à la famille du Cly.
Le cadastre sarde de la paroisse d'Antey-Saint-André et de la communauté d'Antey-La-Magdeleine, achevé le 18 juillet 1771, relève 10 207 parcelles pour 300 propriétaires contribuables. Lorsque ce cadastre a été dressé, la communauté de La Magdeleine, aujourd'hui une commune séparée, faisait partie de la paroisse d'Antey-Saint-André. La communauté de La Magdeleine a été érigée en paroisse le 3 juin 1789 à la suite du démembrement de celle d'Antey-Saint-André.

### XXesiècle
Le toponyme d'Antey-Saint-André a été italianisé en Antei Sant'Andrea sous le régime fasciste. Antey a participé activement à la dernière phase de la Seconde Guerre mondiale, car la brigade partisane Marmore, dirigée par Célestin Perron, était présente dans le Valtournenche. De nombreux Antesans en ont fait partie. Dans cette vallée, des actions de guérilla et de sabotage ont été organisées par ce groupe de partisans, aussi bien que d'importantes représailles de la part des Allemands contre la population civile et les résistants, tel le raid qui a eu lieu en octobre 1944.

## Monuments et lieux d'intérêt

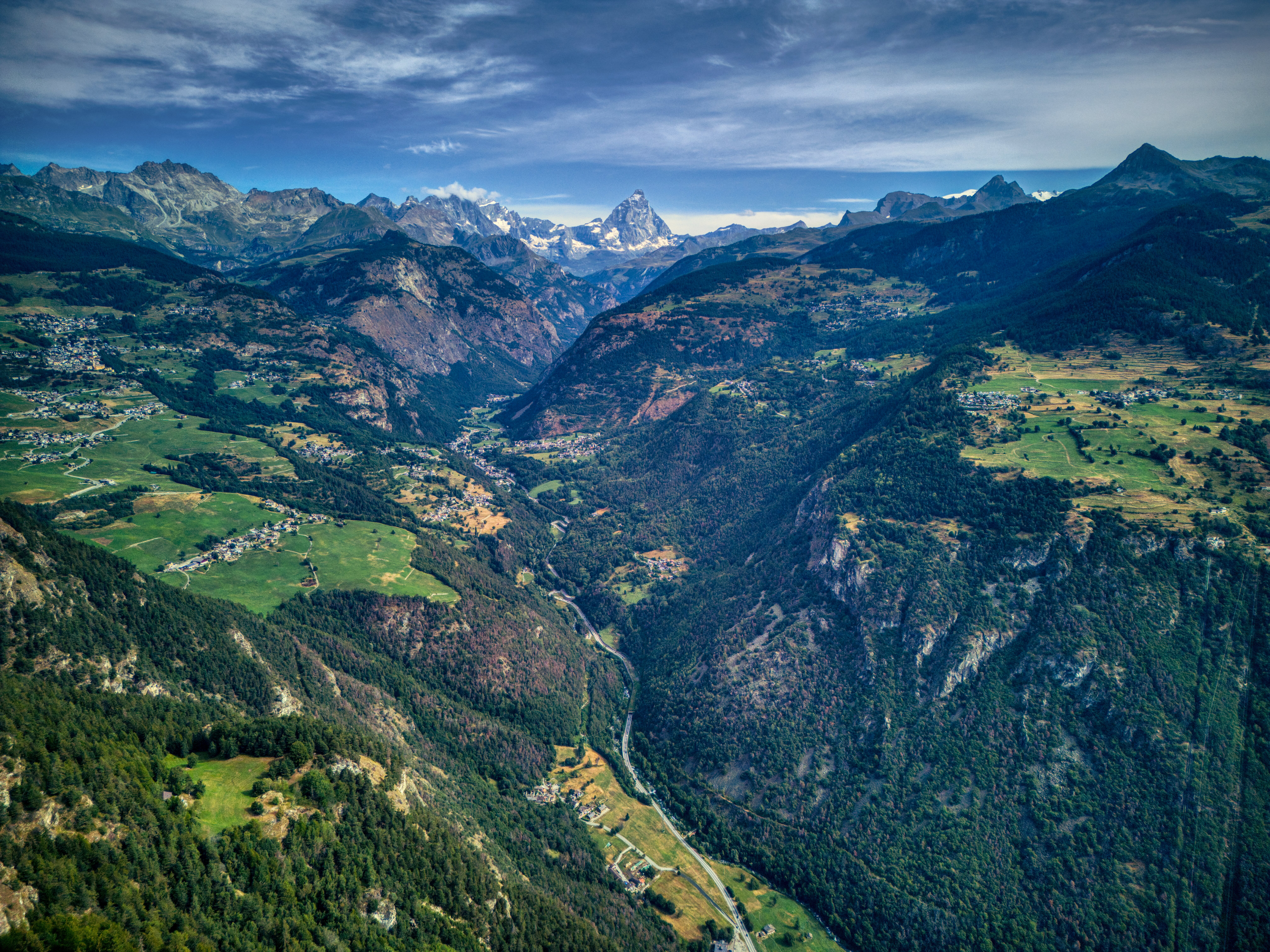
Antey-Saint-André dans le moyen Valtournenche avec, en arrière-plan, le Cervin.

Selon l'historien valdôtain Jean-Antoine Duc, la paroisse d'Antey fut fondée au VIe siècle. Son territoire occupait la rive gauche du Marmore et comprenait les actuelles communes de La Magdeleine et de Chamois et une partie de celle de Valtournenche. Torgnon, qui s'étend sur la rive droite, en fut séparé en 1249.

### Architecture religieuse

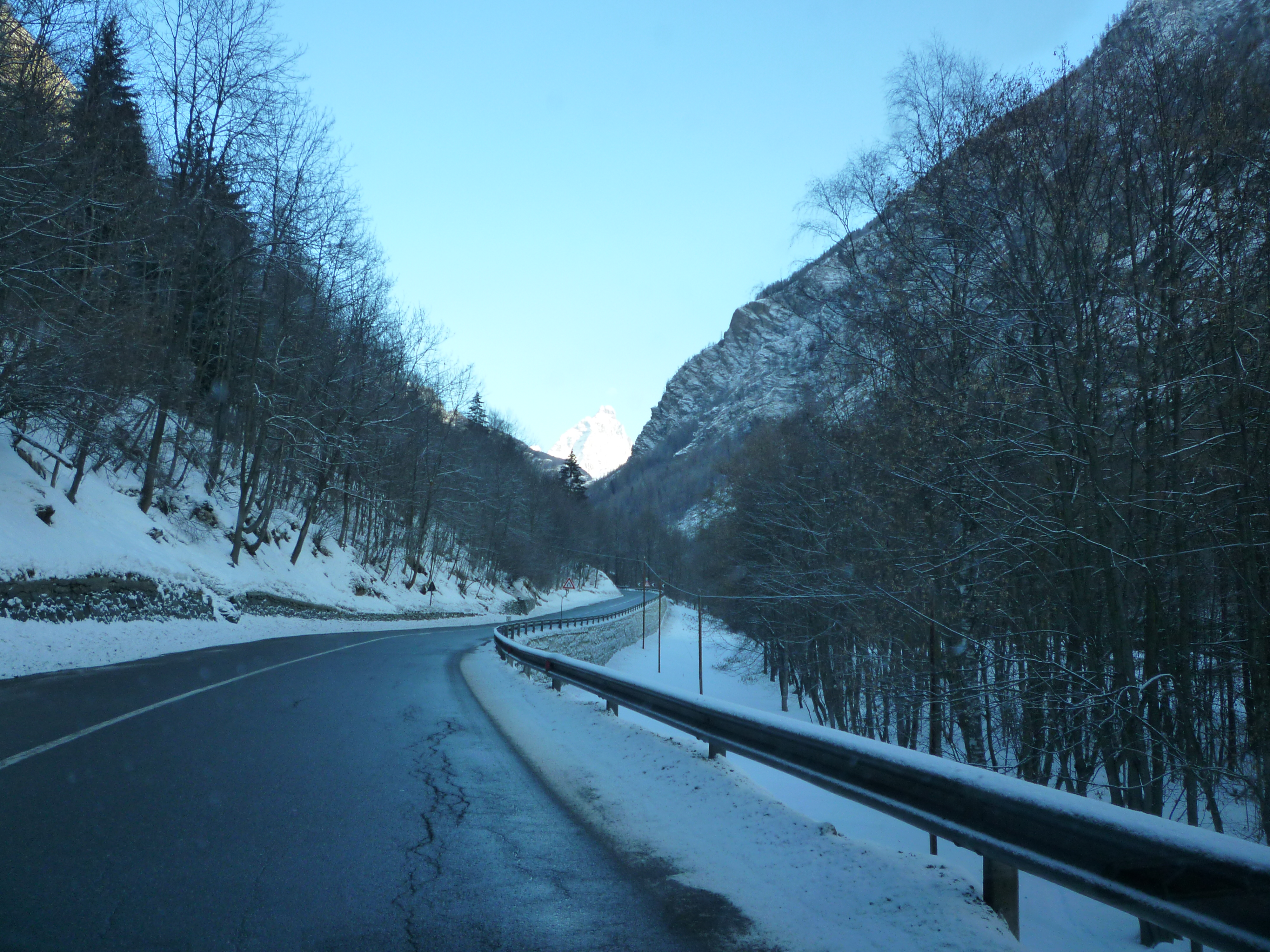
Le Cervin vu depuis la route régionale 46 près de la télécabine de Buisson.

- La paroisse d'Antey fut cité pour la première fois en 1176 dans une bulle pontificale d'Alexandre III, qui déclarait l'annexion du diocèse d'Aoste. Après 1184, une communauté de religieuses augustines provenant du Valais s'installa à Antey. Elles se déplacèrent ensuite à Saint-Denis, et enfin à Aoste. La paroisse antesane passa ensuite sous la juridiction de la prévôté de Saint-Gilles de Verrès, à laquelle elle appartint jusqu'à la fin du XIXe siècle. Au XVIe siècle, Antey dut faire face à la vague du protestantisme. L'évêque d'Aoste interdit aux curés étrangers d'exercer leur profession au Val d'Aoste. En 1789, la paroisse de La Magdeleine fut séparée de celle d'Antey.

- L'église paroissiale Saint-André paraît avoir été bâtie sur les ruines d'une maison-forte médiévale, dont il ne nous reste qu'une tour, incorporée ensuite au clocher, aux fenêtres jumelées, avec des arcs en ogive et une flèche octogonale. L'intérieur a un plan rectangulaire à trois nefs, et présente plusieurs traces de stratifications non homogènes. La poutre de l'arc central est décorée avec des cadres en bois doré avec des guirlandes, des fleurs et des fruits, tandis que la tribune du chœur est en bois de noyer avec des décorations de branches avec des feuilles et d'instruments de musique. Le portail est en style gothique en pierre sculptée.
- La chapelle Sainte-Barbe, bâtie en 1722 au hameau Hérin.
- L'église de Fiernaz.
- La centrale hydroélectrique de Covalou.

### Architecture civile
Sur le territoire d'Antey on peut admirer des Rascards, les maisons typiques des Walsers, construites en bois sur des « champignons » en pierre. On en trouve en particulier aux hameaux Avout et Hérin.

## Économie
Localité typique de la moyenne montagne, Antey jouit aujourd'hui d'une excellente renommée de station touristique, surtout en été.
Elle fait partie de l'unité des communes valdôtaines du Mont-Cervin.

## Événements
- Foire de l'artisanat pour les élèves sculpteurs du bois (voir lien externe au fond de l'article) - en août ;
- Fête des pommes - premier dimanche d'octobre.

## Sport
Dans cette commune se pratiquent le tsan et le palet, deux des sports traditionnels valdôtains.

## Excursions
À signaler le parcours menant à La Magdeleine, à partir d'Avout, et suivant la route jusqu'au chemin muletier des Seingles, dont le départ se situe à Nuarsaz et amène directement au haut-plateau de Chamois.
On peut rejoindre Chamois également par télécabine, à partir de Buisson.

## Jumelages
- Les Mathes (France) (1989)
- Mornac-sur-Seudre (France) (1989)
- Sant'Andrea Apostolo dello Ionio (Italie)

## Administration

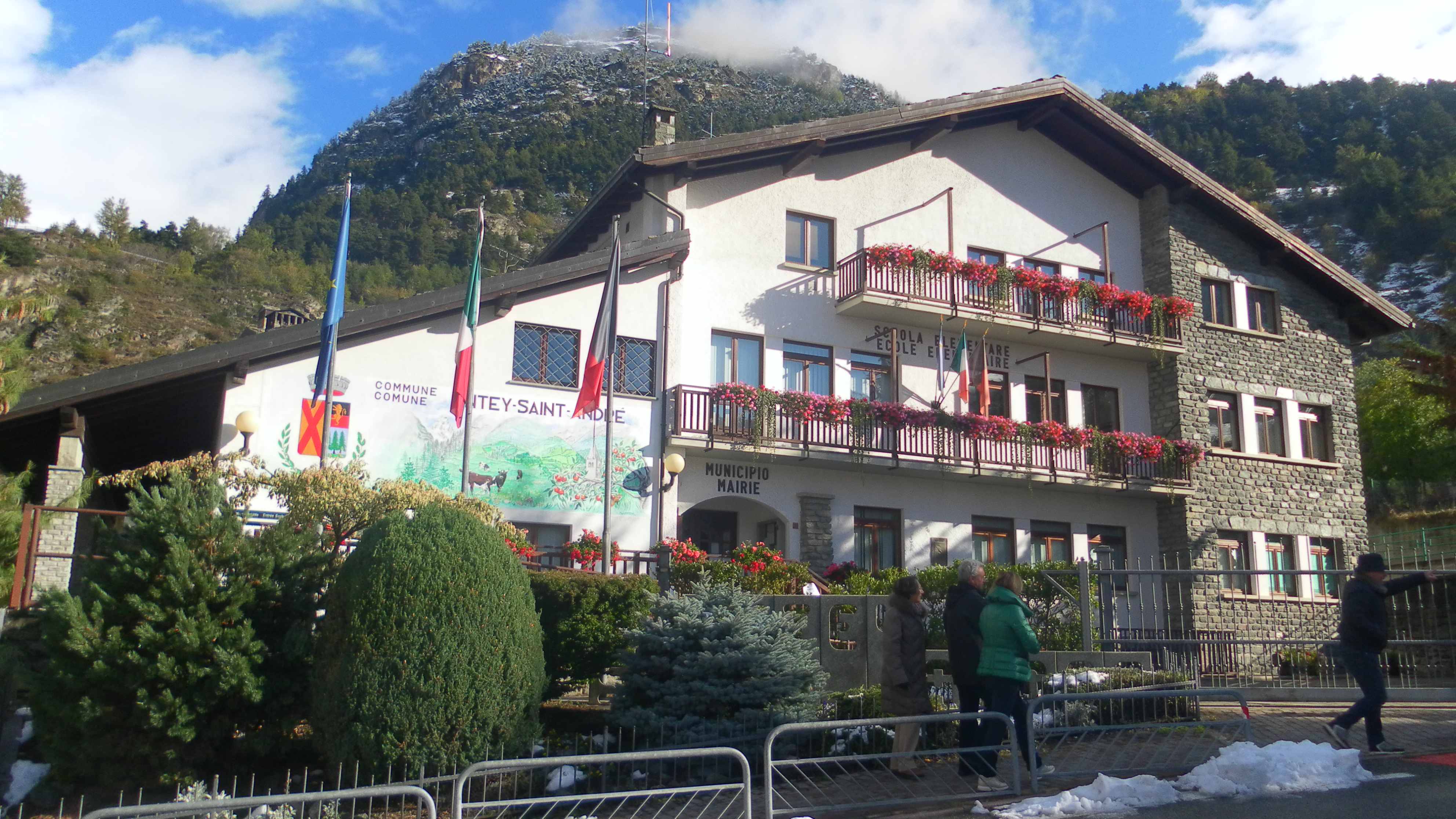
La maison communale et l'école élémentaire.

| Période                                  | Période        | Identité            | Étiquette     | Qualité  |
| ---------------------------------------- | -------------- | ------------------- | ------------- | -------- |
| 1945                                     | 1946           | Battista Pellissier |               | Syndic   |
| 1946                                     | 1956           | Luigi Navillod      |               | Syndic   |
| 1956                                     | 1967           | Mario Navillod      |               | Syndic   |
| 1967                                     | 1970           | Grato Chatrian      |               | Syndic   |
| 1970                                     | 1975           | Gilberto Déjanaz    |               | Syndic   |
| 1975                                     | 1980           | Rinaldo Vittaz      |               | Syndic   |
| 1980                                     | 1981           | Gilberto Déjanaz    |               | Syndic   |
| 1981                                     | 1986           | Ferdinando Barrel   |               | Syndic   |
| 1986                                     | 1995           | Robert Brunod       |               | Syndic   |
| 1995                                     | mai 2005       | Marco Poletto       |               | Syndic   |
| mai 2005                                 | mai 2010       | Robert Brunod       | Liste civique | Syndic   |
| mai 2010                                 | mai 2015       | Robert Brunod       | Liste civique | Syndic   |
| mai 2015                                 | septembre 2020 | Mario Bertuletti    |               | Syndic   |
| septembre 2020                           | mai 2024       | Marco Poletto       |               | Syndic   |
| mai 2024                                 | En cours       | Nicole Chatrian     |               | Syndique |
| Les données manquantes sont à compléter. |                |                     |               |          |

### Hameaux
Sur la gauche orographique du Marmore : Liex, Ruvère, Bourg, Petit-Antey, Nuarsaz, Avout, Hérin, Noussan, Challien, Chesod, Covalou, Lod, Lillaz ;
Sur la droite orographique du Marmore : Buisson, Cérian, Chessin, Épaillon, Grand-Moulin, Filey, Navillod, Villettaz, Fiernaz

### Communes limitrophes
Chamois, Châtillon, La Magdeleine, Saint-Denis, Torgnon, Valtournenche

## Galerie de photos

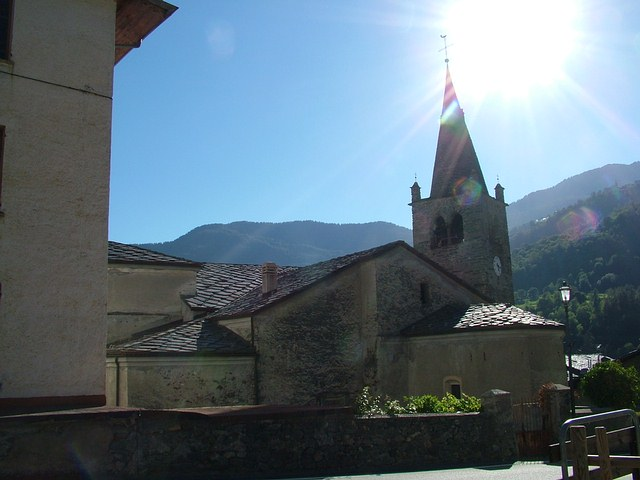
L'église Saint-André.
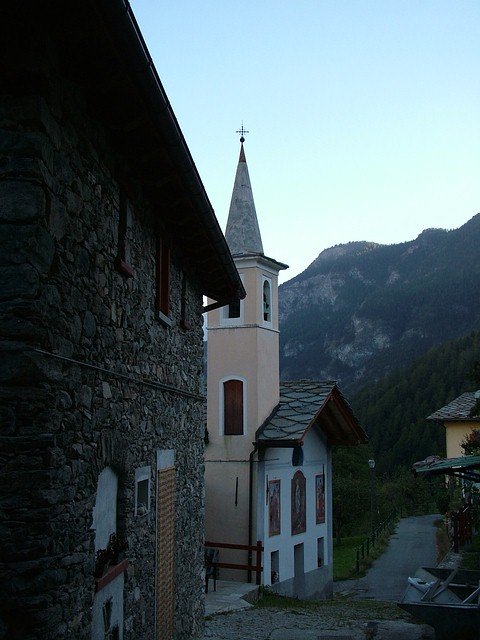
L'église Sainte-Lucie, Notre-Dame-d'Oropa et Saint-Roch du hameau Cérian.
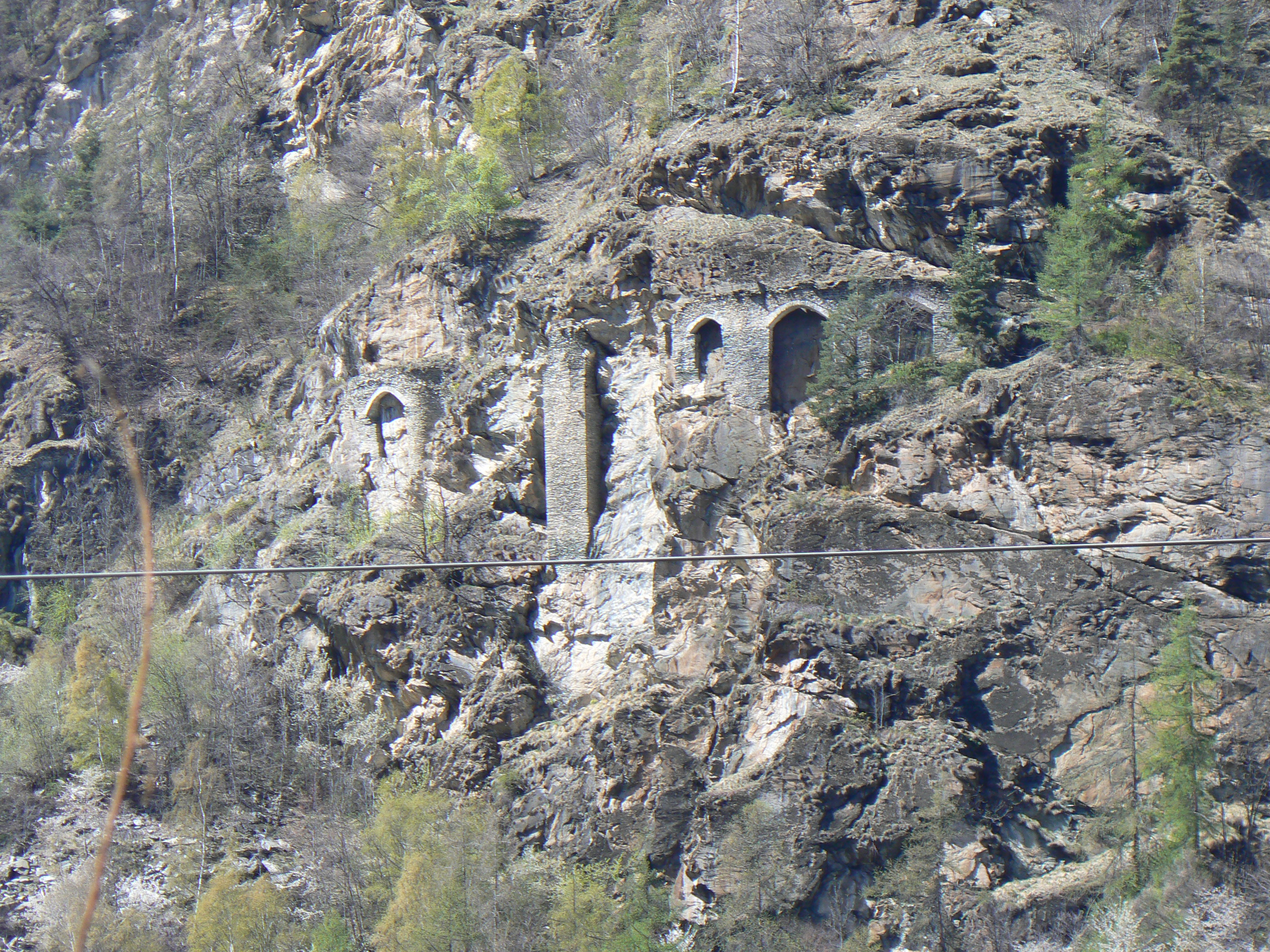
Le Ru dou Pan Perdu.